# Örebro IK
För andra betydelser, se Örebro IK (olika betydelser).
Örebro IK var en ishockeyklubb från Örebro i Närke. Klubben har sina anor tillbaka till 1958 då Örebro SK startade sin ishockeyverksamhet. Till 1972 spelade man som en ishockeysektion inom Örebro SK.

## Historik
1958 startade Örebro SK ishockeyverksamheten. Redan 1961 kvalade man första gången till Division I, men den gången misslyckades man. Sommaren 1964 lade lokalkonkurrenten IF Eyra ner sitt hockeylag och en del av den verksamheten gick upp i ÖSK:s istället. Återigen vann man Division II utan att lyckas ta sig till Division I. Året därpå fick man sin tredje chans och då tog man den genom att först vinna division II Södra A och sedan man spelat oavgjort mot Avesta på hemmaplan den 2 mars 1965. Tiden i högsta serien varade två säsongen innan man flyttades ner igen. 
Efter att ha kvalat till division I igen 1971 misslyckades man vinna sin serie 1972. ÖSK beslutade sedan att lägga ner ishockeyverksamheten som istället överfördes till en egen förening som fick namnet Örebro IK. Säsongen 1972/1973 vann Örebro IK Division II Södra A, kom tvåa i kvalserien och vann på så sätt en plats Division I. Säsongerna 1976/1977 och 1978/1979 spelade klubben i Elitserien. Under slutet av 1980-talet och början av 1990-talet var laget flera gånger nära Elitserien igen, och även därefter var man en toppklubb i den då näst högsta serien Division I, och spelade flera säsonger i den dåvarande Allsvenskan efter jul. Men klubben hade också stora ekonomiska problem och efter många års kamp för överlevnad gick klubben i konkurs 1999.
Rollen som elitsatsande Örebroklubb övertogs av HC Örebro 90, i dag Örebro HK.
Örebro IK har den största segern någonsin i de högre serierna inom svensk ishockey. Örebro IK vann en match mot Linköping HC 1980 med hela 27-3. Örebro tog även ut målvakten på slutet för att fokusera på att passa en en specifik medspelare för att även denne skulle få göra mål.

## Säsonger
| Säsong    | Division             | Placering | Vårserie                   | Playoff/Kval                                                       |
| Örebro SK | Örebro SK            | Örebro SK | Örebro SK                  | Örebro SK                                                          |
| --------- | -------------------- | --------- | -------------------------- | ------------------------------------------------------------------ |
| 1960/1961 | Division II Västra A | 1         |                            | 4:a i kvalserien                                                   |
| 1961/1962 | Division II Västra A | 6         |                            |                                                                    |
| 1962/1963 | Division II Västra A | 3         |                            |                                                                    |
| 1963/1964 | Division II Södra A  | 1         |                            | 4:a i kvalserien                                                   |
| 1964/1965 | Division II Södra A  | 1         |                            | 2:a i kvalserien, uppflyttade                                      |
| 1965/1966 | Division I Södra     | 6         |                            |                                                                    |
| 1966/1967 | Division I Södra     | 7         |                            | nerflyttade                                                        |
| 1967/1968 | Division II Södra A  | 4         |                            |                                                                    |
| 1968/1969 | Division II Södra A  | 3         |                            |                                                                    |
| 1969/1970 | Division II Södra A  | 2         |                            |                                                                    |
| 1970/1971 | Division II Södra A  | 1         |                            | 4:a i södra kvalserien                                             |
| 1971/1972 | Division II Södra A  | 2         |                            |                                                                    |
| Örebro IK |                      |           |                            |                                                                    |
| 1972/1973 | Division II Södra A  | 1         |                            | 2:a i södra kvalserien, uppflyttade                                |
| 1973/1974 | Division I Södra     | 8         | 6:a i kvalificeringsserien |                                                                    |
| 1974/1975 | Division I           | 13        |                            | serieomläggning, nerflyttade                                       |
| 1975/1976 | Division I Östra     | 1         |                            | Playoff: Besegrar Malmö och Bäcken 2:a i kvalserien, uppflyttade   |
| 1976/1977 | Elitserien           | 9         |                            | nerflyttade                                                        |
| 1977/1978 | Division I Östra     | 1         |                            | Playoff: Besegrar Nybro och Hammarby 1:a i kvalserien, uppflyttade |
| 1978/1979 | Elitserien           | 10        |                            | nerflyttade                                                        |
| 1979/1980 | Division I Östra     | 1         |                            | Playoff: Utslagna av Luleå                                         |
| 1980/1981 | Division I Östra     | 2         |                            | Playoff: Besegrar Tingsryd, utslagna av Timrå                      |
| 1981/1982 | Division I Västra    | 1         |                            | Playoff: Utslagna av Bofors                                        |
| 1982/1983 | Division I Västra    | 2         | 5:a i Allsvenskan          | Playoff: Besegrar Kiruna AIF, utslagna av Timrå                    |
| 1983/1984 | Division I Västra    | 3         | 1:a i fortsättningsserien  | Playoff: Besegrar Tingsryd, utslagna av Troja                      |
| 1984/1985 | Division I Östra     | 2         | 7:a i Allsvenskan          |                                                                    |
| 1985/1986 | Division I Östra     | 1         | 5:a i Allsvenskan          | Playoff: Besegrar Malmö, utslagna av VIK                           |
| 1986/1987 | Division I Östra     | 2         | 2:a i Allsvenskan          | 4:a i kvalserien                                                   |
| 1987/1988 | Division I Västra    | 1         | 4:a i Allsvenskan          | Playoff: Besegrar Huddinge 2:a i kvalserien                        |
| 1988/1989 | Division I Västra    | 1         | 6:a i Allsvenskan          | Playoff: Besegrar Mölndal och Rögle 4:a i kvalserien               |
| 1989/1990 | Division I Västra    | 3         | 1:a i fortsättningsserien  | Playoff: Besegrar Timrå, utslagna av Huddinge                      |
| 1990/1991 | Division I Västra    | 3         | 1:a i fortsättningsserien  | Playoff: Utslagna av Troja                                         |
| 1991/1992 | Division I Västra    | 3         | 1:a i fortsättningsserien  | Playoff: Besegrar Skellefteå och Troja, utslagna av Södertälje     |
| 1992/1993 | Division I Västra    | 2         | 7:a i Allsvenskan          | Playoff: Besegrar Skellefteå, utslagna av Björklöven               |
| 1993/1994 | Division I Västra    | 1         | 9:a i Allsvenskan          |                                                                    |
| 1994/1995 | Division I Västra    | 2         | 9:a i Allsvenskan          |                                                                    |
| 1995/1996 | Division I Västra    | 9         | 7:a i fortsättningsserien  | 1:a i kvalserien                                                   |
| 1996/1997 | Division I Västra    | 7         | 4:a i fortsättningsserien  |                                                                    |
| 1997/1998 | Division I Västra    | 3         | 1:a i fortsättningsserien  | Playoff: Utslagna av Skellefteå                                    |
| 1998/1999 | Division I Västra    | 6         |                            | Konkurs under fortsättningsserien                                  |

## Profiler i klubben
- Nils-Arne "Gretzky" Björk
- Mike Amodeo
- Kent-Erik Andersson
- Kent "Kneten" Andersson
- Lars "Mozart" Andersson
- Peter Andersson
- Magnus Arvedson
- Rolf Ericsson
- Peter Hasselblad
- Mikael "Holma" Holmberg
- Björn "Nalle" Johansson
- Martin Karlsson
- Lars-Gunnar "Krobbe" Lundberg
- Christer Löwdahl
- Roger Melin
- Des Moroney
- Hardy Nilsson
- Patrik Sylvegård
- Håkan Åhlund
- Lars-Gunnar Jansson (tränare)
- Yngve Hindrikes